# 371P/LINEAR–Skiff
371P/LINEAR–Skiff, komet Jupiterove obitelji